# Paul Frank Baer
Paul Frank Baer (* 5. Januar 1896 in Fort Wayne (Indiana); † 9. Dezember 1930 in Shanghai) war ein amerikanischer Pilot.

## Einsatz im Ersten Weltkrieg
Baer trat am 20. Februar 1917 in die französische Fremdenlegion ein. Er begann eine Pilotenausbildung, die er am 15. Juni 1917 beendete. Danach wurde er am 14. August 1917 zur Escadrille 80 in Souilly versetzt. Am 6. Januar 1918 wurde er zur Escadrille 124 Lafayette versetzt, die kurz danach, am 18. Februar 1918, zum 103. Aero Squadron des U.S. Army Air Service wurde. Am 11. März 1918 errang er seinen ersten bestätigten Luftsieg bei Cenay-les-Reims. Dies war auch gleichzeitig der erste Luftsieg für das 103. Aero Squadron. Unmittelbar nach seinem 9. Luftsieg am 22. Mai 1918 wurde sein Flugzeug so stark beschädigt, dass es bei Laventie zu einer Bruchlandung kam und er dabei in deutsche Kriegsgefangenschaft geriet.

## Nachkriegszeit
Baer kehrte am 28. Februar 1919 nach Fort Wayne zurück. Er wurde Testpilot in Detroit. 1927 wurde er Luftfahrtinspektor bei der Handelskammer (Department of Commerce) in San Antonio, Texas. Danach übernahm er einen Posten in Südamerika. Hier war er beim Aufbau eines Luftpostdienstes behilflich. Baer starb bei einem Flugunfall am 9. Dezember 1930 in Shanghai. Er transportierte Post und Passagiere für die Chinese Airway Federal Inc. Beim Start mit einem Loening-Wasserflugzeug auf dem Jangtsekiang streifte er den Mast einer Dschunke. Das Flugzeug stürzte ab. Der Pilot und die mitfliegende Passagierin kamen ums Leben.